# Percival Treite
Percival Treite, dit Percy, né le 10 septembre 1911 à Berlin et mort le 8 avril 1947 à Hambourg, est un gynécologue allemand et criminel nazi.

## Biographie
Son père est secrétaire financier et citoyen britannique. Le fils passe son Abitur à la Kantschule de Berlin-Karlshorst à Pâques 1931 avec la mention bien. Il étudie ensuite la médecine et la chimie pendant quelques semestres à Berlin, réussissant l'examen d'État en 1936, aussi avec la mention bien. Après ses examens, il est stagiaire du 1er janvier au 30 juin 1937 à la 2e Clinique médicale de la Charité sous la direction de Gustav von Bergmann, et du 1er juillet au 31 décembre 1937 à la clinique universitaire des femmes de Berlin sous la direction de Walter Stoeckel (de). Il est nommé médecin le 1er janvier 1938.
Jusqu'au 30 septembre 1938, il est médecin stagiaire puis assistant scientifique à Stoeckel et à l'Institut pathologique de l'Université sous Robert Meyer, notamment en pathologie gynécologique. En décembre 1938, il passe son doctorat sur les « Recherches analytiques chimiques sur les muscles utérins » et poursuit ses travaux de recherche. Depuis 1940, une formation continue a lieu dans les domaines gynécologique, obstétrique et radiothérapeutique de la clinique. En 1943, il obtient son habilitation et le 19 mai 1943, il est nommé maître de conférences en gynécologie et obstétrique à l'Université de Berlin.
Il est membre de l'Allgemeine SS depuis octobre 1933 (selon d'autres sources mars 1934) (SS n ° 220 796, NSDAP 5 386 859), et est enrôlé dans la Waffen-SS le 1er avril 1943, initialement à Stettin. Ses tentatives de retour à la vie civile sont un échec. Il suit une formation de « médecins sur le terrain » à Graz, après quoi il est à l'hôpital SS de Prague. Fin août-début septembre 1943, il est affecté au camp de concentration d'Oranienbourg comme médecin du camp.
Ses supérieurs envisagent d'abord un détachement dans les camps de concentration d'Auschwitz ou de Mauthausen, mais lorsqu'on apprend qu'il est gynécologue, il est muté au camp de concentration pour femmes de Ravensbrück en septembre 1943.
Selon sa propre déclaration, il y est subordonné à Richard Trommer et, en tant que deuxième médecin du camp, est impliqué dans des sélections arbitraires de personnes à assassiner et les  expérimentations humaines, comme des stérilisations forcées.
Il y a différents témoignages de ses activités à Ravensbrück. Certains rapportent qu'il était poli mais qu'il sélectionne les femmes en fonction de leur âge et de leur « capacité à marcher ». Beaucoup l'appellent le « médecin principal ». Avec Richard Trommer, il mène des expériences de stérilisation sur des femmes gitanes. Treite nie à son procès avoir eu quoi que ce soit à voir avec les expériences des médecins de Hohenlychen.
À sa décharge, la femme d'un ancien prisonnier témoigne qu'il a sauvé la vie de nombreuses femmes anglaises et américaines en les faisant passer pour françaises et en les faisant passer clandestinement dans les transports de la Croix-Rouge internationale. Le tribunal, lors de son procès, reçoit une pétition de huit femmes néerlandaises qui signalent une amélioration significative des soins médicaux à Ravensbrück depuis l'entrée en fonction de Treite. Ces déclarations positives sont confirmées dans une autre pétition signée par plusieurs anciennes épouses de prisonniers en Pologne. Intervient aussi en sa faveur Mary Lindell, son assistante, et possible agent double.
Le 3 février 1947, il est condamné à mort par un tribunal militaire britannique à Hambourg pour ses crimes lors du premier des sept procès de Ravensbrück. Il évite l'exécution en se suicidant au poison le 8 avril 1947.